# Beuvezin
Beuvezin est une commune française située dans le département de Meurthe-et-Moselle, en région Grand Est.

## Géographie

Fig 1 - Beuvezin (ban communal)

Village à flanc de coteau, le bourg de Beuvezin prend place dans une vallée creusée par le ruisseau de Vicherey sur plus de 3,5 km (le Jard), sur le plateau ou prend naissance, plus au nord, la rivière de l'Aroffe. D’après les données Corine land Cover, le ban communal de 764 hectares comprend en 2011, plus de 47 % de terres arables et de prairies, près de 51 % de prairies, et seulement 1,5 % de forêts.

### Communes limitrophes
| Vicherey Vosges   | Tramont-Lassus                 | Fécocourt                      |
| Vicherey Vosges   | Beuvezin                       | Grimonviller                   |
| Maconcourt Vosges | Aboncourt (Meurthe-et-Moselle) | Aboncourt (Meurthe-et-Moselle) |

### Hydrographie
La commune est traversée par la ligne de partage des eaux entre les bassins versants du Rhin et de la Meuse au sein du bassin Rhin-Meuse. Elle est drainée par le ruisseau l'Aroffe et le ruisseau le Vicherey,.
L'Aroffe, d'une longueur de 50 km, prend sa source dans la commune  et se jette  dans la Meuse à Rigny-la-Salle, après avoir traversé 18 communes. 

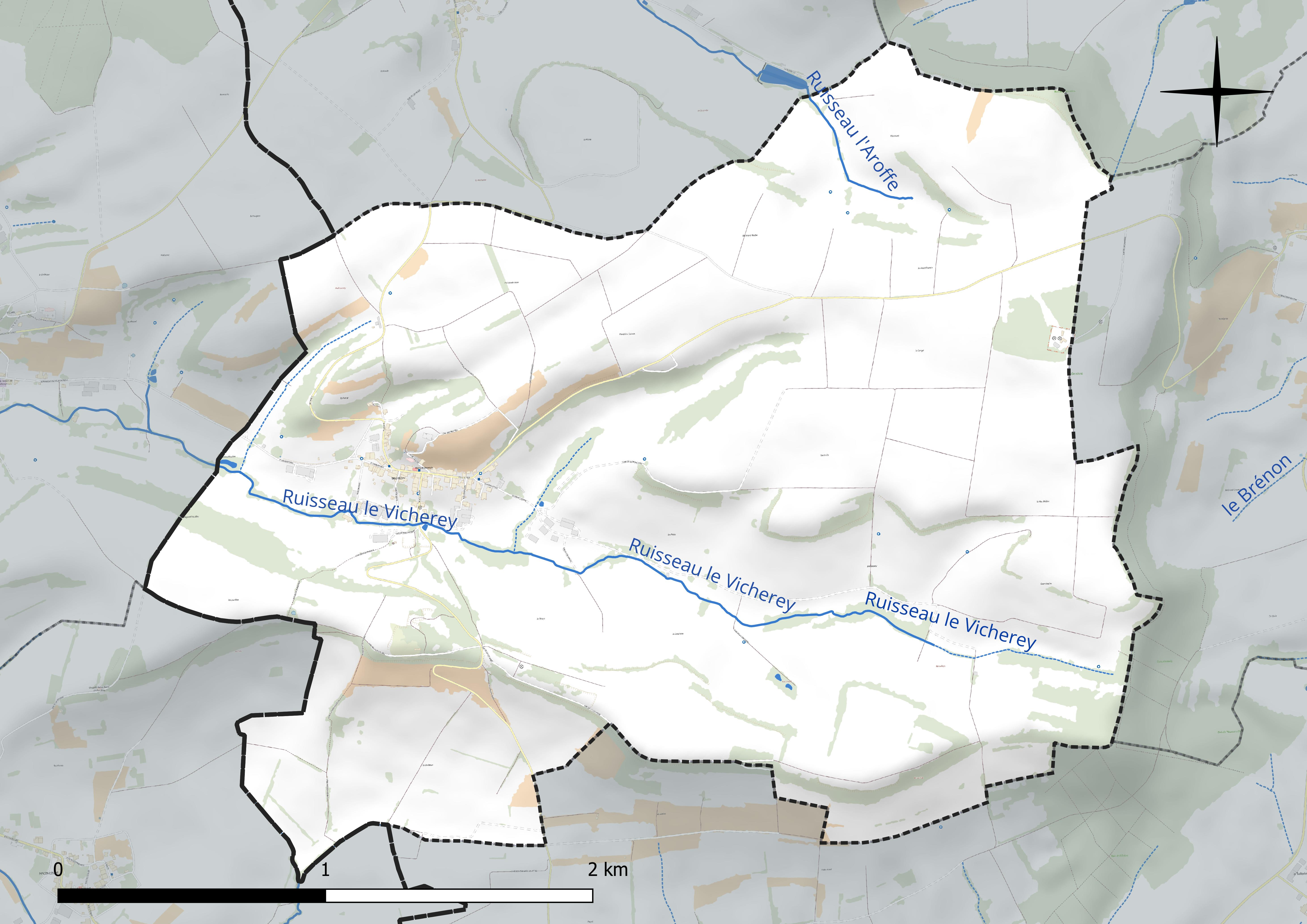
Réseau hydrographique de Beuvezin.

### Climat
Pour des articles plus généraux, voir Climat du Grand Est et Climat de Meurthe-et-Moselle.
En 2010, le climat de la commune est de type climat de montagne, selon une étude du Centre national de la recherche scientifique s'appuyant sur une série de données couvrant la période 1971-2000. En 2020, Météo-France publie une typologie des climats de la France métropolitaine dans laquelle la commune est exposée à un climat océanique altéré et est dans la région climatique  Lorraine, plateau de Langres, Morvan, caractérisée par un hiver rude (1,5 °C), des vents modérés et des brouillards fréquents en automne et hiver. 
Pour la période 1971-2000, la température annuelle moyenne est de 9,4 °C, avec une amplitude thermique annuelle de 16,9 °C. Le cumul annuel moyen de précipitations est de 966 mm, avec 13,5 jours de précipitations en janvier et 9,8 jours en juillet. Pour la période 1991-2020, la température moyenne annuelle observée sur la station météorologique de Météo-France la plus proche, « Mirecourt-inra », sur la commune de Mirecourt à 15 km à vol d'oiseau, est de 10,4 °C et le cumul annuel moyen de précipitations est de 824,3 mm. 
La température maximale relevée sur cette station est de 39,5 °C, atteinte le 25 juillet 2019 ; la température minimale est de −19,5 °C, atteinte le 20 décembre 2009,,. 
Les paramètres climatiques de la commune ont été estimés pour le milieu du siècle (2041-2070) selon différents scénarios d'émission de gaz à effet de serre à partir des nouvelles projections climatiques de référence DRIAS-2020. Ils sont consultables sur un site dédié publié par Météo-France en novembre 2022.

## Urbanisme

### Typologie
Au 1er janvier 2024, Beuvezin est catégorisée commune rurale à habitat dispersé, selon la nouvelle grille communale de densité à sept niveaux définie par l'Insee en 2022.
Elle est située hors unité urbaine et hors attraction des villes,.

### Occupation des sols
L'occupation des sols de la commune, telle qu'elle ressort de la base de données européenne d’occupation biophysique des sols Corine Land Cover (CLC), est marquée par l'importance des territoires agricoles (98,5 % en 2018), une proportion identique à celle de 1990 (98,5 %). La répartition détaillée en 2018 est la suivante : prairies (51,2 %), terres arables (37,3 %), zones agricoles hétérogènes (10 %), forêts (1,5 %). L'évolution de l’occupation des sols de la commune et de ses infrastructures peut être observée sur les différentes représentations cartographiques du territoire : la carte de Cassini (XVIIIe siècle), la carte d'état-major (1820-1866) et les cartes ou photos aériennes de l'IGN pour la période actuelle (1950 à aujourd'hui).

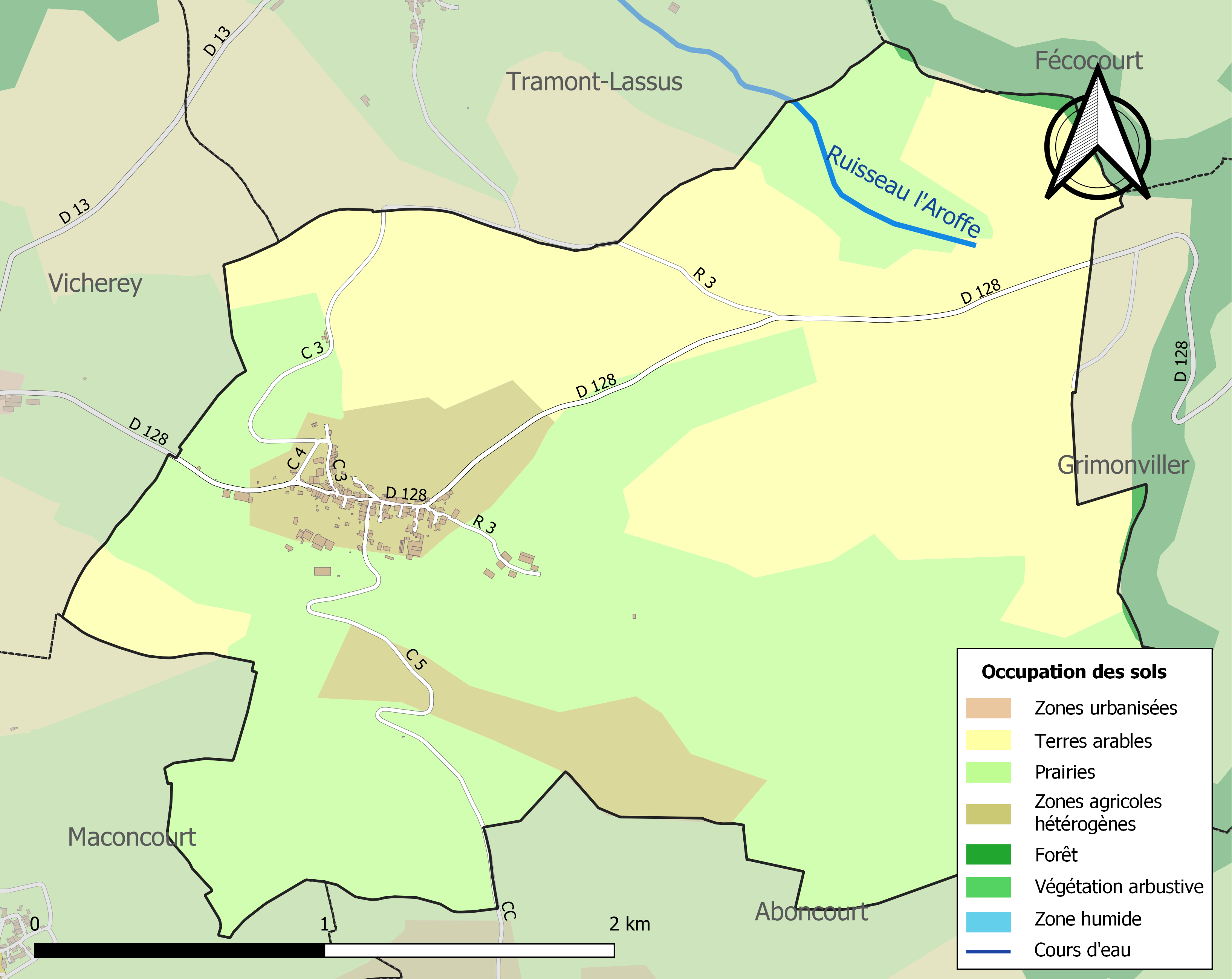
Carte des infrastructures et de l'occupation des sols de la commune en 2018 (CLC).

## Toponymie
Les différentes orthographes du nom de ce village ont été analysées par l'instituteur de Tramont-Saint-André, M. Pernot, dans une note publiée par la société savante de Nancy : Buvisin (1288), Buevezaing (1371), Beuvezain-lez-Vicherey (1593), Beuvezin (1793). Il ne faut pas la confondre avec la commune proche de Pleuvezin (Vosges).

En patois lorrain prononcez Bûv'zet.
Le dictionnaire topographique de la Meurthe cite un écart :
GANARD (LE), Moulin, commune de Beuvezin, mais au moins deux autres moulins sont visibles sur les cartes IGN de 1820-1866, dont peut-être HAMEREL (LE), Min, Cne de Beuvezin.

## Histoire
Présence gallo-romaine en de nombreux endroits de la commune. On a découvert en 1856, dans une sorte de grotte, un récipient contenant plusieurs centaines de pièces de monnaie romaines. Ce trésor a sans doute été enfoui lors de l’invasion barbare en 276. En effet, Le répertoire archéologique de Meurthe (Beaupré) signale de nombreuses découvertes attestant de l'occupation ancienne du territoire communal :
«Au lieu-dit Sur les Puits, pointes de dards et de flèches  en silex, monnaies, tuiles romaines, etc. Des trouvailles  analogues ont été faites Sur le Launaud, le Hinchamp, en  Touche-bœuf, Sur le Grand-trait, sur Gremiroche.  En creusant vers 1800, au lieu-dit Sur la  Louvière, à 1 kilomètre du village, on trouva dans  un chaudron d'airain, suivant les uns 200 pièces de  monnaie romaines en argent et en bronze, suivant les autres 800 pièces...  »
Etienne Dominique Olry a fait don au musée lorrain d'un fragment de flute gallo-romaine, ainsi que de monnaies d'origine inconnue.

### Anecdote
Le 29 octobre 1910, le journal la Croix rapporte :
«M. l'abbé Gegout, curé d'Aboncourt et de Beuvezin (Meurthe-et-Moselle), condamné à l'amende pour interdiction de certains manuels scolaires, a été arrêté et écroué à la prison de Toul pour purger la contrainte par corps.  »

## Politique et administration
| Période                                  | Période   | Identité                                       | Étiquette | Qualité                       |
| ---------------------------------------- | --------- | ---------------------------------------------- | --------- | ----------------------------- |
| Les données manquantes sont à compléter. |           |                                                |           |                               |
| mars 2001                                | mars 2008 | Michel Thirion                                 |           |                               |
| mars 2008                                | En cours  | Hervé Mangenot, Réélu pour le mandat 2020-2026 |           | Ancien agriculteur exploitant |

## Population et société

### Démographie
L'évolution du nombre d'habitants est connue à travers les recensements de la population effectués dans la commune depuis 1793. Pour les communes de moins de 10 000 habitants, une enquête de recensement portant sur toute la population est réalisée tous les cinq ans, les populations de référence des années intermédiaires étant quant à elles estimées par interpolation ou extrapolation. Pour la commune, le premier recensement exhaustif entrant dans le cadre du nouveau dispositif a été réalisé en 2004.

En 2022, la commune comptait 88 habitants, en évolution de −9,28 % par rapport à 2016 (Meurthe-et-Moselle : −0,13 %, France hors Mayotte : +2,11 %).
| 1793 | 1800 | 1806 | 1821 | 1831 | 1836 | 1841 | 1846 | 1851 |
| ---- | ---- | ---- | ---- | ---- | ---- | ---- | ---- | ---- |
| 328  | 302  | 321  | 292  | 306  | 347  | 336  | 344  | 354  |

| 1856 | 1861 | 1872 | 1876 | 1881 | 1886 | 1891 | 1896 | 1901 |
| ---- | ---- | ---- | ---- | ---- | ---- | ---- | ---- | ---- |
| 351  | 367  | 316  | 325  | 325  | 305  | 281  | 280  | 262  |

| 1906 | 1911 | 1921 | 1926 | 1931 | 1936 | 1946 | 1954 | 1962 |
| ---- | ---- | ---- | ---- | ---- | ---- | ---- | ---- | ---- |
| 259  | 247  | 217  | 210  | 196  | 185  | 145  | 142  | 155  |

| 1968 | 1975 | 1982 | 1990 | 1999 | 2004 | 2006 | 2009 | 2014 |
| ---- | ---- | ---- | ---- | ---- | ---- | ---- | ---- | ---- |
| 153  | 152  | 140  | 126  | 125  | 113  | 110  | 120  | 100  |

| 2019 | 2022 | - | - | - | - | - | - | - |
| ---- | ---- | - | - | - | - | - | - | - |
| 93   | 88   | - | - | - | - | - | - | - |

## Économie
Beuvezin possédait plusieurs moulins, et d’après les historiens, (Grosse, Lepage) l’activité était assez florissante au XIXe siècle :
«  Surf. territ. :  629 hect. en terres lab., 56 en prés, 15 à 36 en bois. L'hectare semé en blé peut rapporter 10 hectol., en orge et en avoine 9, en seigle 10. On y élève principalement des chevaux. II y a, dans cette commune, une fonderie de fonte de seconde fusion»,

### Secteur primaire ouAgriculture
Le secteur primaire comprend, outre les exploitations agricoles et les élevages, les établissements liés à l’exploitation de la forêt et les pêcheurs.
D'après le recensement agricole 2010 du Ministère de l'agriculture (Agreste), la commune de Beuvezin était majoritairement orientée sur la production de bovins  (auparavant production de bovins et de lait) sur une surface agricole utilisée d'environ 951 hectares (surface cultivable communale) en hausse depuis 1988 - Le cheptel en unité de gros bétail s'est renforcé de 1130 à 1340 entre 1988 et 2010. Il n'y avait plus que 9 exploitation(s) agricole(s) ayant leur siège dans la commune employant 15 unité(s) de travail. (17 exploitations en 1988)

## Culture locale et patrimoine

### Lieux et monuments
- Cinq fontaines et lavoirs.
- Église Saint-Georges (XVIIIe siècle).

### Personnalités liées à la commune
- Félix Emmanuel Guilgot, maître de forge.
- Messieurs Lasson et Salmon, maîtres des forges d'Abainville (Meuse) en 1870.

### Héraldique
| Blason de Beuvezin | Blason  | Tranché d'azur à la roue de moulin d'or et d'argent à sept pals ondés d'azur à l'écusson d'argent chargé d'une croix de gueules brochant sur les pals. |
| Blason de Beuvezin | Détails | Blason adopté en octobre 2011. |